# Justin Morrison
Justin Morrison (* 10. August 1979 in Los Angeles, Kalifornien) ist ein ehemaliger US-amerikanischer Eishockeyspieler, der zuletzt 2011 in der SM-liiga für Lukko Rauma spielte. Zuvor absolvierte er einige Begegnungen für die Hamburg Freezers aus der DEL. Außerdem war er Mitglied des Meisterteams von MODO Hockey aus der Saison 2006/07.

## Karriere
Morrison begann seine Karriere 1997 im Team des Colorado College, mit dem er fortan in der US-amerikanischen Collegeliga Western Collegiate Hockey Association, einer Liga im Spielbetrieb der NCAA, aktiv war. Dort konnte der Flügelstürmer bereits auf Anhieb überzeugen und gehörte zu den punktbesten Spielern im Team, sodass er während des NHL Entry Draft 1998 von den Vancouver Canucks in der dritten Runde an insgesamt 81. Position ausgewählt wurde. 1999 wurde Morrison erstmals für die US-amerikanische Juniorennationalmannschaft nominiert, mit der er im gleichen Jahr an der Junioren-Weltmeisterschaft in Kanada teilnahm. Mit dem Team USA konnte er den Klassenerhalt damals erst in der Abstiegsrunde sichern. Morrison kam in sechs Spielen zum Einsatz und erzielte dabei fünf Punkte, des Weiteren wies er eine Plus/Minus-Statistik von +4 auf. Der Linksschütze beendete sein Studium und wechselte im Sommer 2001 in die American Hockey League zu den Manitoba Moose, dem Farmteam der Vancouver Canucks.
Nachdem er in die AHL gewechselt war, erhielt der Angreifer jedoch nie die Chance, sich in der National Hockey League bei den Vancouver Canucks zu beweisen, und ging ausschließlich für die Manitoba Moose aufs Eis. Kurze Zeit später stand der US-Amerikaner sogar nur noch im Kader der Columbia Inferno aus der ECHL, für die er in 40 Partien zum Einsatz kam. Zum Ende der Saison 2004/05, die er auf Grund des Lockouts in der NHL komplett in der AHL verbrachte, wurde Morrisons Vertrag nicht verlängert, woraufhin er sich Free Agent den Atlanta Thrashers anschloss. Auch die Thrashers setzten den Stürmer jedoch ausschließlich im Farmteam, den Chicago Wolves, in der AHL ein, sodass er letzten Endes zu MODO Hockey in die schwedische Elitserien wechselte.
In der folgenden Saison spielte Morrison für vier verschiedene europäische Vereine. Zunächst absolvierte er zwei Spiele in der finnischen SM-liiga für TPS Turku, ehe der Angreifer anschließend zurück nach Schweden in die Eliteserien zu den Frölunda Indians wechselte. Nach weiteren elf Partien für die Indians und einem kurzen Gastspiel bei Rauman Lukko, konnten ihn die Verantwortlichen des Schweizer Klubs Rapperswil-Jona Lakers von einem Engagement in der Nationalliga A überzeugen, wo Justin Morrison die laufende Saison beendete.
Nach Beginn der Saison 2008/09 verließ der Angreifer die Schweiz und unterschrieb einen Probevertrag bei dem in der neu gegründeten Kontinentalen Hockey-Liga vertretenen HK Dinamo Minsk. Morrison wurde jedoch lediglich drei Mal eingesetzt und musste den Verein wieder verlassen. Nach einem weiteren Try-Out beim HC Davos wechselte der US-Amerikaner schließlich in die Deutsche Eishockey Liga zu den Hamburg Freezers. Nachdem sein Vertrag bei den Freezers im Sommer 2009 nicht verlängert worden war, kehrte Morrison in die SM-liiga zu Lukko Rauma zurück, wo er nach zwei Jahren seine Karriere beendete.

## Erfolge und Auszeichnungen
- 2007 Schwedischer Meister mit MODO Hockey